# Melitaea sibirica
Melitaea sibirica är en fjärilsart som beskrevs av Otto Staudinger 1861. Melitaea sibirica ingår i släktet Melitaea och familjen praktfjärilar. Inga underarter finns listade i Catalogue of Life.